# Zniszczenia wojenne miast niemieckich

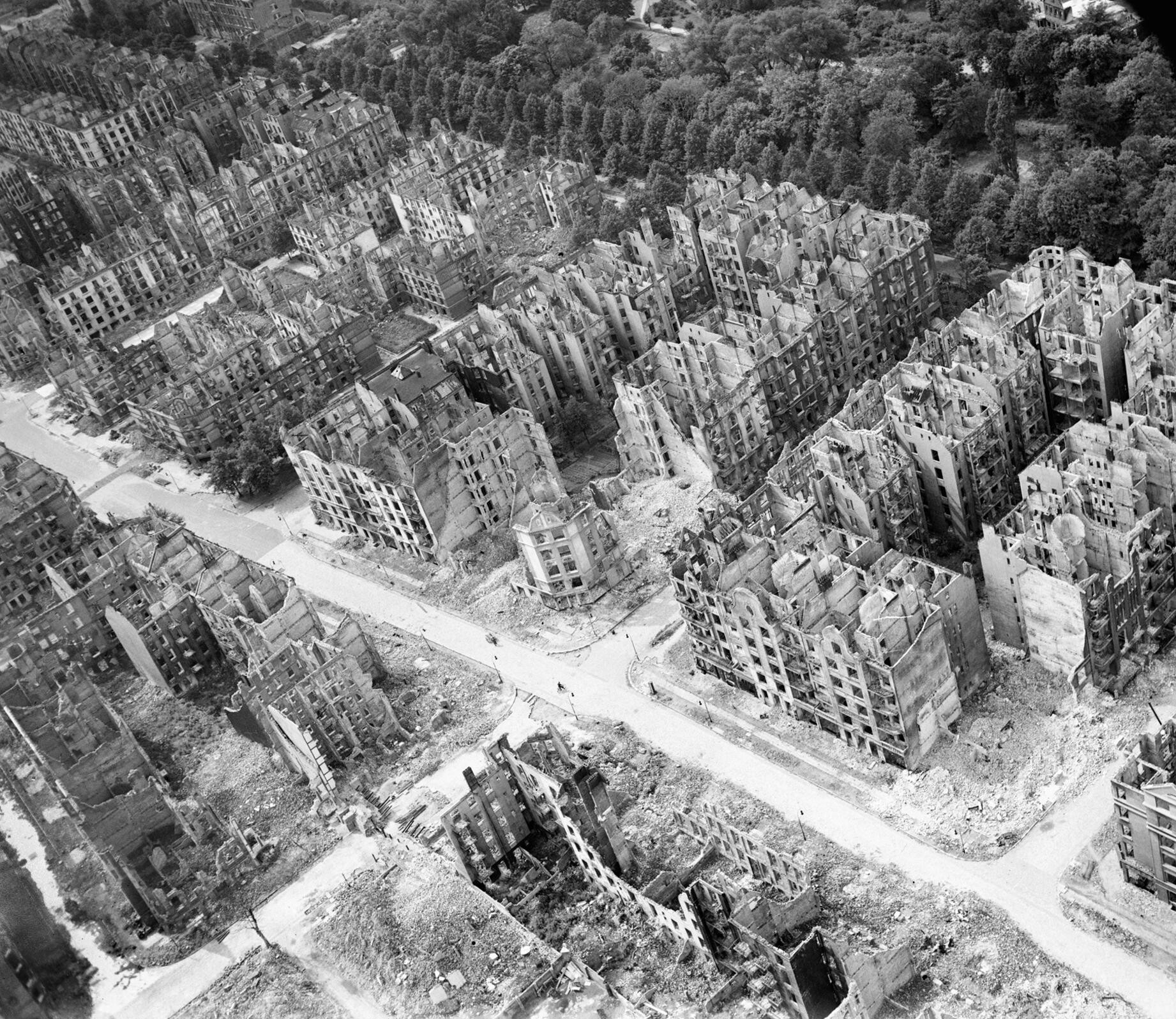
Hamburg po bombardowaniu w lecie 1943

Zniszczenia wojenne miast niemieckich były jednym z rezultatów II wojny światowej. Były to poważne zniszczenia większości spośród największych miast niemieckich. W największym stopniu przyczyniły się do tego brytyjsko-amerykańskie naloty dywanowe, w mniejszym stopniu zniszczenia były rezultatem bezpośrednich działań wojennych lub niszczenia zdobytych miast przez Armię Czerwoną.
Brytyjskie i amerykańskie lotnictwo zrzuciło na terytorium Niemiec, krajów satelickich i okupowanych 2 697 473 tony bomb (z czego połowę na obszary nazistowskich Niemiec w granicach sprzed 1937). Naloty lotnictwa alianckiego wykonano na 41 dużych i 158 średnich miast niemieckich. W wyniku nalotów 654 tysiące budynków zniszczono, a 4 110 000 znacznie uszkodzono. W bombardowaniach zginęło ponad 600 tysięcy osób.

## Geneza
Niszczenie niemieckich miast zapoczątkowane zostało w marcu 1942 podjęciem przez lotnictwo brytyjsko-amerykańskie masowych nalotów na Niemcy, wpierw nocnych, a następnie (od 1943) również dziennych. W przyjętej przez rząd Winstona Churchilla strategii bombardowaniami dywanowymi poddano zwarte obszary zabudowy, niezależnie od faktu obecności w nich obiektów przemysłowych. Metoda ta okazała się bardzo efektywna z punktu widzenia rozmiarów dokonywanych zniszczeń, ale ofiarą tych działań okazała się w przeważającej mierze ludność cywilna. Tej jednak nie oszczędzano, wychodząc z założenia, że złamanie jej morale może doprowadzić do przyspieszenia zakończenia działań wojennych, celu tego jednak nie osiągnięto.
W wyniku alianckich nalotów dywanowych ucierpiało 600 tysięcy cywili. Niemniej, straty liczebne ludności, nieprzesypiane noce, utrata dobytku, pożary i konieczność usuwania gruzów zadały niemieckiej gospodarce dotkliwe, choć trudne do wymierzenia straty. Mimo bombardowań produkcja zbrojeniowa nieustannie rosła, choć skalę wzrostu ograniczały czynione zniszczenia.

## Skala zniszczeń

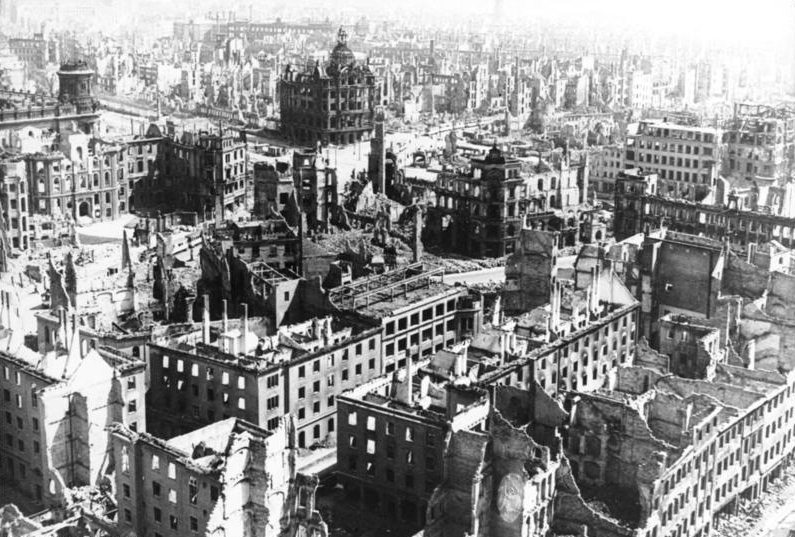
Drezno po nalotach alianckich

Najbardziej zniszczone wskutek działań wojennych zostały Hamburg, Drezno i Kolonia, w których skala zniszczeń była porównywalna do Warszawy. Pod koniec lipca i na początku sierpnia 1943 brytyjski RAF oraz amerykański USAAF przeprowadziły bombardowania Hamburga. Naloty bombowe otrzymały kryptonim „operacja Gomora”. Na miasto spadło 9000 ton bomb. 60% Hamburga starto z powierzchni ziemi. W wyniku bombardowań zginęło co najmniej 42 tysiące osób, a 900 tysięcy straciło dach nad głową. W wyniku nalotów na Drezno (przeprowadzonych 13–14 lutego 1945) wybuchły pożary, które wywołały burzę ogniową. W pożarach zginęło od około 22 700 do 25 000 osób. Najwięcej miast odnotowało zniszczenia w przedziale 50–60%, najmniej zniszczone – między innymi Lipsk i Monachium – 20–30%. Nieproporcjonalnych do swojej wielkości zniszczeń doznały miasta będące bazami Kriegsmarine (Kilonia, Wilhelmshaven) lub ośrodkami przemysłowymi produktów o strategicznym znaczeniu (Schweinfurt). W Kassel, Paderbornie, Kolonii, Essen, Akwizgranie oraz w Świnoujściu zmieciono z powierzchni ziemi centra.
Na terenie wschodnich Niemiec bombardowaniom lotniczym poddawano takie miasta, jak Królewiec, Szczecin, Wrocław, zajęty w 1939 Poznań, czy też Gdańsk. Obecność obiektów militarnych (baz floty) stała się przyczyną bombardowań Gdyni i Świnoujścia, a przemysłowych – Czechowic-Dziedzic, Kędzierzyna, Polic czy Zdzieszowic.
Wiele miast ucierpiało w 1945, przy czym straty powodowane były w mniejszym stopniu przez zniszczenia wojenne, niż na skutek celowych podpaleń, dokonywanych przez Armię Czerwoną. W pierwszym rzędzie należy tu wymienić Gdańsk. Szczególnym przypadkiem pozostaje Wrocław, w którym większość zniszczeń była dziełem broniącego się Wehrmachtu.

## Topografia zniszczeń
W odróżnieniu od skali, topografia zniszczeń w poddanych bombardowaniom miastach niemieckich była bardzo podobna. Największe zniszczenia dotknęły starówki, średnie – śródmieścia, podczas gdy na przedmieściach zniszczenia były znacznie mniejsze. Różna też była forma zniszczeń – w wielu przypadkach, wskutek użycia bomb zapalających budynki miały zniszczone dachy i wypalone wnętrza, obmurowanie jednak pozostało niezniszczone. Taka forma zniszczeń nastręczała problemów dotyczących metodologii liczenia zniszczeń – z tego powodu bardzo rozbieżne są między innymi statystyki dotyczące zniszczeń Berlina.

## Miasta przekazane Polsce

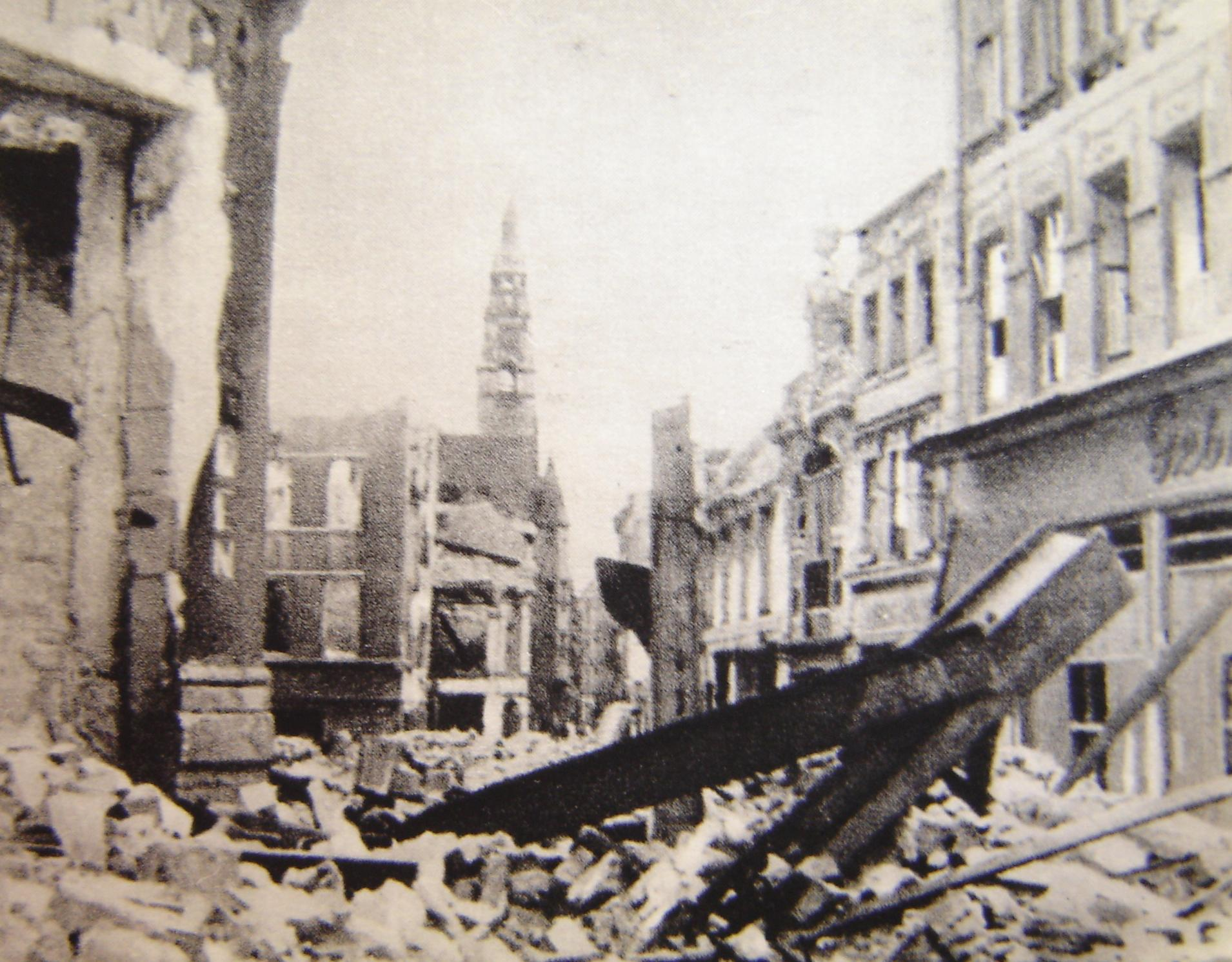
Szczecin w 1945

Na terenach Ziem Odzyskanych najbardziej ucierpiały małe i średnie miasta. Ziemie na zachodzie Polski były ograbiane przez armię radziecką, która traktowała te tereny jako zdobycze wojenne. Wojska sowieckie wywoziły z miast całe zakłady przemysłowe, maszyny i wyposażenia fabryk oraz elementy infrastruktury.
Szczecin został zniszczony w wyniku nalotów dywanowych w latach 1943–1944 (pierwsze zrzucenie bomb nastąpiło 20 kwietnia 1943). Pod koniec sierpnia 1944 zniszczono Stare Miasto, dzielnice mieszkaniowe w śródmieściu oraz w pobliżu stoczni. W wyniku nalotów zginęło 30 tysięcy osób. Obiekty przemysłowe zostały zrujnowane w 90%, port wraz z jej przyległościami 70–80%, zabudowa miejska 60–70%.
Gdańsk znacząco nie ucierpiał podczas bombardowań alianckich. Podczas radzieckiej ofensywy w 1945 zniszczono około 90% zabytkowego śródmieścia. Rekonstrukcje Śródmieścia rozpoczęto w 1948 i trwała do końca lat 80. XX wieku.
Podczas oblężenia Wrocławia zniszczono wiele budynków (w tym modernistyczny dom towarowy Wertheim). Dużych zniszczeń dokonano także w: Brzegu, Głogówku, Namysłowie, Nysie i Żaganiu. W mniejszym stopniu zniszczono Bolesławiec, Opole, Prudnik oraz Racibórz. Poza obszarami zniszczonymi przez działania wojenne, w 1945 w granicach Polski znalazły się również obszary, na których nie prowadzono działań wojennych, w związku z czym położone na nich miasta nie doznały zniszczeń. Chodzi tu o rejon Sudetów, zajętych przez wojska radzieckie dopiero po kapitulacji Niemiec (Jelenia Góra, Kłodzko, Wałbrzych). Również miejscowości lubuskie, na obszarze których prowadzone działania wojenne miały mało intensywny charakter i przybrały postać pościgu, nie ucierpiały zbytnio podczas II wojny światowej.
W wyniku działań wojennych, grabieży oraz podpaleń dokonanych przez Armię Czerwoną w Sulechowie oraz w Rzepinie zniszczenia oceniono na 60% substancji miejskiej, w Gorzowie Wielkopolskim i Żarach na 40%, a w Świebodzinie na 30%. Najbardziej zniszczonym miastem na Ziemiach Odzyskanych był Kostrzyn nad Odrą, który w całości zrównano z ziemią.